# دونال ماكلولين
دونال ماكلولين (بالإنجليزية: Donal McLaughlin) هو مهندس معماري أمريكي، ولد في 26 يوليو 1907، وتوفي في 27 سبتمبر 2009 بسبب سرطان المريء.

## وصلات خارجية
- دونال ماكلولين على موقع IMDb (الإنجليزية)